# Herb Złocieńca
Herb Złocieńca – jeden z symboli miasta Złocieniec i gminy Złocieniec w postaci herbu.

## Wygląd i symbolika
Herb przedstawia na błękitnej tarczy zamek srebrny (biały) z dwiema wieżami bramnymi o czerwonych dachach, zwieńczonymi złotymi (żółtymi) kulami oraz blankowanym murem z bramą otwartą, w której prześwicie na tle czarnym złoty (żółty) krzyż ukośny. Na blankach muru umieszczony jest sokół złoty (żółty).
Sokół nawiązuje do niemieckiej nazwy miasta Falkenburg (pol. „sokoli gród”).

## Historia
Wizerunek herbowy występuje w pieczęciach miejskich już od XIV w. Herb Złocieńca poddano poprawkom, zgodnie z sugestią Komisji Heraldycznej, umieszczono go na tarczy hiszpańskiej.